# بردة رشة (مريوان)
بردة رشة هي مدينة في مقاطعة مريوان، إيران. عدد سكان هذه المدينة هو 1,020 في سنة 2016.